# اما (ویرجینیای غربی)
اما، غرب ویرجینیا (به انگلیسی: Amma, West Virginia) یک منطقهٔ مسکونی در ایالات متحده آمریکا است که در ویرجینیای غربی واقع شده‌است.